# Nowy Bilczów
Nowy Bilczów – część wsi Bilczów w Polsce, położona w województwie świętokrzyskim, w powiecie buskim, w gminie Busko-Zdrój.
W latach 1975–1998 Nowy Bilczów administracyjnie należał do województwa kieleckiego.